# Andrena kaguya
Andrena kaguya är en biart som beskrevs av Hirashima 1965. Andrena kaguya ingår i släktet sandbin, och familjen grävbin. Inga underarter finns listade i Catalogue of Life.